# Oonopinus aurantiacus
Oonopinus aurantiacus är en spindelart som beskrevs av Simon 1893. Oonopinus aurantiacus ingår i släktet Oonopinus och familjen dansspindlar.
Artens utbredningsområde är Venezuela. Inga underarter finns listade i Catalogue of Life.